# Indrajayavarman
 (octobre 2024).
Si vous disposez d'ouvrages ou d'articles de référence ou si vous connaissez des sites web de qualité traitant du thème abordé ici, merci de compléter l'article en donnant les références utiles à sa vérifiabilité et en les liant à la section « Notes et références ».
Indrajayavarman  fut le souverain de l'Empire khmer de 1308 à 1327.
Le lien de ce roi avec son prédécesseur est inconnu. Indrajayavarman était un adorateur mystique de Shiva sur lequel les brahmanes avaient une très grande influence. Il reprend les persécutions contre les bouddhistes et encourage la destruction des images du Bouddha. Son attitude fait renaître à l'intérieur les querelles religieuses et provoque une reprise des agressions des Thaïs qui, sous prétexte de défendre la foi bouddhiste, multiplient les incursions au Cambodge.
Le roi fut remplacé par son fils Jayavarman IX Parameçvara.